# Cymbidiella falcigera
Cymbidiella falcigera is een epifytische orchidee. De soort is endemisch in Madagaskar. De wetenschappelijke naam werd gepubliceerd door Garay in 1976 in Orchid Digest 40: 192.
Deze orchidee is een gespecialiseerd epifyt, en groeit bijna uitsluitend op de palm Raphia ruffia. De soort groeit op een hoogte van 100 tot 1450 meter boven het zeeniveau, vooral in de laaglandbossen van Madagaskar en de oostelijke eilandjes, zoals Île Sainte-Marie, Nosy Alanana en Nosy Mangabe.

## Beschrijving
De pseudobulben zijn tot 30,0 centimeter lang en cilindrisch gevormd. De bladeren zijn 25 tot 60 centimeter lang en 2,5 tot 3 centimeter breed. De bloemstengel is meestal 80 centimeter lang. 
De bloemen zijn groot, hebben een wasachtige kleur, zijn 8 centimeter in diameter en bloeien van december tot januari, op het Noordelijk Halfrond van juni tot juli. De drie groene kelkbladeren zijn 4,5 centimeter lang en 1 centimeter breed. De eveneens groene kroonbladeren zijn 4 centimeter lang en 1,5 centimeter breed, ovaalvormig en dunner dan de kelkbladen. 
De lippen zijn 3 centimeter breed en 4 centimeter lang. Het middelste blad is 1,6 centimeter breed, erg dik en in twee delen gesplitst. Deze heeft een groene kleur met daardoor een gele streep en zwarte tot paarse vlekken. Het aantal bloemen op een volwassen exemplaar kan gemakkelijk oplopen tot meer dan vijftig, soms bloeien er wel honderd bloemen per plant.

## Synoniemen
- Caloglossum humblotii (Rolfe) Schltr. (1918)
- Caloglossum magnificum Schltr. (1918)
- Cymbidiella humblotii (Rolfe) Rolfe (1918)
- Cymbidium humblotii Rolfe (1892)
- Grammangis falcigera Rchb.f. (1885)